# NGC 7318b
NGC 7318b är en stavgalax på 300 miljoner ljusårs avstånd i stjärnbilden Pegasus. Den är medlem i Stephans kvintett.